# Coenolabis
Coenolabis is een ondergeslacht van het insectengeslacht Dactylolabis binnen de familie steltmuggen (Limoniidae).

## Soorten
- D. (Coenolabis) aberrans (Savchenko, 1963)
- D. (Coenolabis) posthabita (Bergroth, 1888)